# Nettoren

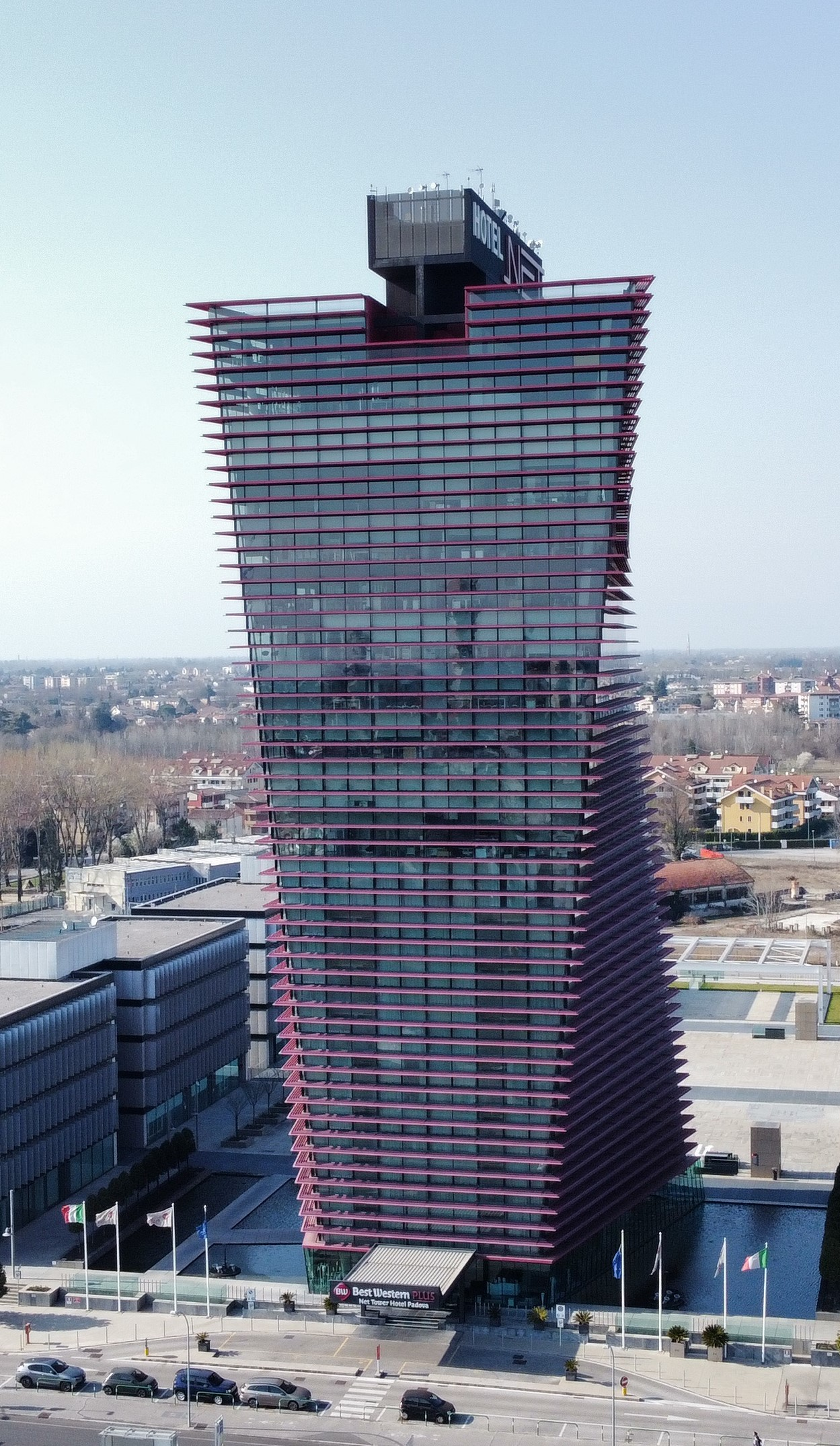
Nettoren of Torre Net in Padua

De Nettoren of Torre Net is een wolkenkrabber in Padua, in de Noord-Italiaanse regio Veneto. De Nettoren staat in de wijk Padua-Oost nabij de autobaan E70 Padua-Venetië.
De toren bevindt zich aan de Piazza Aldo Moro genoemd naar de vermoorde premier Aldo Moro. Rond het plein bevinden zich lagere gebouwen van hetzelfde project dat de naam Net Center draagt. Het gaat om de Palazzo Economia, Palazzo Tendenza en Palazzo Kube. Het Net Center omvat al deze gebouwen rondom de Piazza Aldo Moro. De Nettoren met haar rode kleur beheerst het geheel. Het Net Center is een ontwerp van het Zwitsers-Italiaans architectenbureau LVL Archittura, met als bekendste architect Aurelio Galfetti. De architecten werkten samen met het bouwbedrijf Stahlbau Pichler.
Aan het Net Center inclusief Nettoren werd gebouwd van 2004 tot 2010. De Nettoren bevat zakenkantoren, een hotel en residentiële delen. De Nettoren is meer dan 80 meter hoog.